# Mitrești
Mitrești (węg. Nyárádszentmárton) – wieś w Rumunii, w okręgu Marusza, w gminie Vărgata. W 2011 roku liczyła 365 mieszkańców.